# Pokrevní bratři (film)
Pokrevní bratři (v originále The Boondock Saints) je americko-kanadský hraný film z roku 1999, který režíroval Troy Duffy podle vlastního scénáře. Film pojednává o dvou bratrech, kteří se rozhodnou sami trestat bezpráví. Film měl světovou premiéru na München Fantasy Filmfest 4. srpna 1999.

## Děj
Connor a Murphy McManusovi jsou bratři irského původu, kteří pracují na jatkách v Bostonu. Jako silně věřící katolíci se bez vlastního zavinění dostanou do sporu s ruskou mafií. Poté, co v sebeobraně zabijí dva nájemné vrahy, se rozhodnou, že budou pokračovat v likvidaci dalších vrahů. V tom jim pomáhá jejich kamarád Rocco, který jako poslíček pracující pro italskou mafii zná dokonale místní podsvětí. Na svou stranu získají i veřejné mínění a novináři jim dají přezdívku Svatí. Na jejich stopu je nasazen homosexuální agent FBI Paul Smecker, který řeší morální dilema, zdali má bratry dopadnout nebo je nechat zabíjet těžké zločince, na které je běžná spravedlnost krátká.

## Obsazení
| Sean Patrick Flanery | Connor MacManus          |
| Norman Reedus        | Murphy MacManus          |
| David Della Rocco    | Rocco                    |
| Willem Dafoe         | Paul Smecker             |
| Billy Connolly       | Il Duce                  |
| Bob Marley           | detektiv Greenly         |
| David Ferry          | detektiv Dolly           |
| Brian Mahoney        | detektiv Duffy           |
| Carlo Rota           | Don „Papa Joe“ Yakavetta |
| Ron Jeremy           | Vincenzo Lipazzi         |